# Flughafen Marília

i7
i11
i13
Der Flughafen Marília (IATA-Code: MII, ICAO-Code: SBML) ist der Flughafen der Stadt Marília im brasilianischen Bundesstaat São Paulo.
Er wird von der Rede Voa seit 2021 betrieben.

## Geschichte
Der Flughafen wurde 1938 eröffnet.
Am 7. Januar 1971 nahm an diesem Flughafen die Vorgänger-Airline der LATAM Brasil, die TAM – Táxi Aéreo Marília ihren Liniendienst auf.
Am 15. Juli 2021 gewann das Konsortium Rede Voa eine Konzession zum Betrieb des Flughafens für 30 Jahre.

## Fluggesellschaften und Ziele
Die Azul Linhas Aéreas bietet von hier Flüge nach Campinas an.

## Verkehrszahlen
Im Jahr 2019 verzeichnete der Flughafen 5.644 Flugbewegungen. Dabei wurden 73.756 Passagiere befördert.